# Clouston Park
Pour les articles homonymes, voir Clouston.
Clouston Park est une banlieue de la cité de Upper Hutt, située dans l’Île du Nord de la Nouvelle-Zélande.

## Situation
Elle est localisée à 0,5 à 2,5 km à l’est-nord-est à partir du centre de Upper Hutt.
Elle a été développée de façon prédominante dans les années 1970 et 1980.

## Population
Elle avait une population de 2 165 habitants lors du recensement de 2013 en Nouvelle-Zélande.
Alors que la banlieue est de façon prédominante très plate, il y a quelques grandes habitations situées sur les pentes inférieures des collines à l’est de la vallée de Hutt, qui offrent une large vue sur la vallée d’Upper Hutt.

## Accès
Clouston Park est accessible par la route SH2 par la sortie soit au niveau de Totara Park Road ou Mangaroa Hill Road.
La banlieue est bordée par la banlieue d’Ebdentown vers l’ouest (en avant de Henry Street), Totara Park vers le nord (en croisant la SH2 au niveau de Totara Park Road) et Maoribank vers le nord-est (en traversant Mangaroa Hill Road).

## Installations
La localité de Clouston Park possède deux petits centres commerciaux, situés dans Clouston Park Road et Fergusson Drive.
Il y a aussi une petite zone d’industrie légère, localisée sur Montgomery Crescent et Mountbatten Grove.

## Parcs
Il y a trois parcs publics dans la banlieue de Clouston Park :
- Doris Nicholson Park, localisé en dehors de Fergusson Drive et McHattie Lane ;
- Benge Park, initialement localisé à l’extrémité de Rosina Street, qui a un point d’accès à partir de  trois autres rues et qui contient une petite aire de jeux ;
- Maoribank Park, dont l’accès se fait à partir de Clouston Park Road.
Ce parc, qui est plus grand, a un terrain de sport utilisé par de nombreuses écoles et une équipe sportive locale, qui se réunit le week-end et accueille aussi le «Rimutaka Rugby Football Club» .

## Transports publics
La banlieue de Clouston Park est desservie par la ligne de bus de banlieue allant d’Emerald Hill à Petone et Te Marua sur les trajets N°#110 et #112, assurés par Metlink , .